# Cas Peters
Cas Peters (Oldenzaal, 13 mei 1993) is een Nederlands betaald voetballer die als aanvaller voor FSV Frankfurt speelt. 

## Carrière
Peters speelde voor KVV Losser en werd vandaaruit opgenomen in de Voetbalacademie FC Twente. In 2012 verhuurde die club hem aan Go Ahead Eagles, op dat moment actief in de Eerste divisie. Op 17 augustus 2012 debuteerde hij in het betaalde voetbal voor de Deventenaren, waarvoor hij dat seizoen zes keer scoorde in 39 wedstrijden. Na deze verhuurperiode keerde hij in 2013 terug bij FC Twente en speelde hij zijn wedstrijden in het team van Jong FC Twente, op dat moment ook actief in de Eerste divisie. Hier fungeerde waar hij als vaste kracht en kwam hij tot zeven doelpunten in 26 wedstrijden. Met ingang van seizoen 2014/15 maakte hij de overstap naar FC Emmen. Hiermee werd hij dat jaar met 23 doelpunten de op een na meest doeltreffende speler van de competitie, achter topscorer Sjoerd Ars.
Peters tekende in juli 2015 een contract tot medio 2019 bij CD Nacional, de nummer zeven van Portugal in het voorgaande seizoen. De club lijfde hem transfervrij in. Een maand na zijn komst vertelde Nacional Peters dat hij wel mocht blijven, maar tegen andere financiële voorwaarden dan was afgesproken. Hij ging hier niet mee akkoord en vertrok. Omdat hij nog niet ingeschreven was bij de Portugese bond en nog geen officiële wedstrijden voor Nacional had gespeeld, kon hij zonder belemmeringen op zoek naar een andere club. Later die maand bereikte hij een akkoord over een contract tot medio 2017 bij De Graafschap, dat in het voorgaande seizoen promoveerde naar de Eredivisie.
Na één seizoen trok hij naar Drenthe om te gaan spelen voor FC Emmen. Hij eindigde het seizoen 2017/18 als clubtopscorer met zeventien treffers. Hij wist zich met Emmen aan het einde van het seizoen te plaatsen voor de play-offs. In de terugwedstrijd van de finale van de play-offs tegen Sparta Rotterdam (1-3 winst), gaf hij twee assist en hielp zodoende mee aan de promotie van FC Emmen naar de Eredivisie. In de voorbereiding van het nieuwe seizoen werd duidelijk dat trainer Dick Lukkien de voorkeur gaf aan de Deen Nicklas Pedersen, waarop Peters besloot op zoek te gaan naar een nieuwe club.
Op 29 augustus 2018 tekende Peters een contract voor drie seizoenen bij FC Volendam. Peters was basisspeler in Volendam maar kende een teleurstellend seizoen. Zijn ploeg eindigde op een zestiende plaats in de Eerste divisie en de aanvaller wist het net zevenmaal te vinden, tien doelpunten minder dan het voorgaande seizoen bij FC Emmen. Trainer Hans de Koning gaf in de slotfase van de competitie de voorkeur aan Paul Kok; de verdediger die had tot dan toe nooit als aanvaller gespeeld. Peters had bij Volendam nog een contract voor twee seizoenen, maar met de komst van Zakaria El Azzouzi en Darius Johnson verkleinde zijn kans op speelminuten onder de nieuwe trainer Wim Jonk. Hierom verkaste hij in augustus 2019 naar TOP Oss, waar hij in twee seizoenen tot 46 wedstrijden kwam.
Peters zat zonder club van juli 2021 tot januari 2022 voordat hij bij FSV Frankfurt in de Regionalliga Südwest (vierde niveau) kwam. Hij eindigde het seizoen 2021/2022 op de vijftiende plaats met FSV Frankfurt en wist degradatie op doelsaldo te ontlopen. Aan het einde van het daaropvolgende seizoen 2022/2023 eindigde Peters vijfde in de competitie met FSV Frankfurt en werd hij met 22 doelpunten topscorer van de competitie. Hij won ook de Hessenpokal met FSV Frankfurt, door in de finale de winnende strafschop te scoren. Op 28 juni 2023 werd bekend dat Peters voor het seizoen 2023/2024 zou aansluiten bij Alemannia Aachen in de Regionalliga West. In februari 2024 keerde hij op huurbasis terug bij FSV Frankfurt. In Peters' afwezigheid promoveerde Alemannia Aachen dat seizoen terug naar het Duitse profvoetbal (3. Liga). In het seizoen 2024/25 eindigde Peters met FSV Frankfurt weer op de vijfde plaats in de competitie en werd hij wederom topscorer van de competitie, ware het ditmaal met 21 doelpunten.
Frankfurt wist Peters na afloop van de huurperiode binnenboord te houden. De Nederlander tekende een contract tot medio 2027.

## Clubstatistieken
| Seizoen                   | Club              | Competitie        | Competitie | Competitie | Beker | Beker | Internationaal | Internationaal | Overig | Overig | Totaal | Totaal |
| Seizoen                   | Club              | Competitie        | Wed.       | Dlp.       | Wed.  | Dlp.  | Wed.           | Dlp.           | Wed.   | Dlp.   | Wed.   | Dlp.   |
| ------------------------- | ----------------- | ----------------- | ---------- | ---------- | ----- | ----- | -------------- | -------------- | ------ | ------ | ------ | ------ |
| 2012/13                   | FC Twente         | Eredivisie        | 0          | 0          | 0     | 0     | 0              | 0              | 0      | 0      | 0      | 0      |
| 2012/13                   | → Go Ahead Eagles | Eerste divisie    | 30         | 4          | 3     | 1     | 0              | 0              | 6      | 1      | 39     | 6      |
| 2013/14                   | Jong FC Twente    | Eerste divisie    | 26         | 7          | 0     | 0     | 0              | 0              | 0      | 0      | 26     | 7      |
| 2014/15                   | FC Emmen          | Eerste divisie    | 36         | 23         | 2     | 1     | 0              | 0              | 2      | 0      | 40     | 24     |
| 2015/16                   | CD Nacional       | Primeira Liga     | 0          | 0          | 0     | 0     | 0              | 0              | 0      | 0      | 0      | 0      |
| 2015/16                   | De Graafschap     | Eredivisie        | 29         | 5          | 0     | 0     | 0              | 0              | 3      | 0      | 32     | 5      |
| 2016/17                   | FC Emmen          | Eerste divisie    | 36         | 14         | 1     | 1     | 0              | 0              | 0      | 0      | 37     | 15     |
| 2017/18                   | FC Emmen          | Eerste divisie    | 38         | 17         | 1     | 0     | 0              | 0              | 4      | 0      | 43     | 17     |
| 2018/19                   | FC Emmen          | Eredivisie        | 1          | 0          | 0     | 0     | 0              | 0              | 0      | 0      | 1      | 0      |
| 2018/19                   | → FC Volendam     | Eerste divisie    | 27         | 7          | 0     | 0     | 0              | 0              | 0      | 0      | 27     | 7      |
| 2019/20                   | TOP Oss           | Eerste divisie    | 23         | 2          | 2     | 0     | 0              | 0              | 0      | 0      | 25     | 2      |
| 2020/21                   | TOP Oss           | Eerste divisie    | 21         | 1          | 0     | 0     | 0              | 0              | 0      | 0      | 21     | 1      |
| 2021/22                   | FSV Frankfurt     | Regionalliga      | 8          | 4          | 2     | 4     | 0              | 0              | 0      | 0      | 10     | 8      |
| 2022/23                   | FSV Frankfurt     | Regionalliga      | 32         | 22         | 4     | 2     | 0              | 0              | 0      | 0      | 36     | 24     |
| 2023/24                   | Alemannia Aachen  | Regionalliga West | 7          | 0          | 0     | 0     | 0              | 0              | 0      | 0      | 7      | 0      |
| 2023/24                   | → FSV Frankfurt   | Regionalliga      | 10         | 1          | 0     | 0     | 0              | 0              | 0      | 0      | 10     | 1      |
| 2024/25                   | → FSV Frankfurt   | Regionalliga      | 32         | 21         | 3     | 1     | 0              | 0              | 0      | 0      | 35     | 22     |
| Carrière totaal           | Carrière totaal   | Carrière totaal   | 356        | 128        | 18    | 10    | 0              | 0              | 15     | 1      | 389    | 139    |
| Bijgewerkt op 20 mei 2025 |                   |                   |            |            |       |       |                |                |        |        |        |        |

## Interlandcarrière
Op 10 oktober 2013 debuteerde Peters in het Nederlands Beloftenelftal, in een vriendschappelijke wedstrijd tegen Tsjechië –20 (4 – 0).
| Interlands van Cas Peters      | Interlands van Cas Peters      | Interlands van Cas Peters      | Interlands van Cas Peters      | Interlands van Cas Peters      | Interlands van Cas Peters      |
| №                              | Datum                          | Wedstrijd                      | Uitslag                        | Soort Wedstrijd                | Doelpunten                     |
| Als speler bij Go Ahead Eagles | Als speler bij Go Ahead Eagles | Als speler bij Go Ahead Eagles | Als speler bij Go Ahead Eagles | Als speler bij Go Ahead Eagles | Als speler bij Go Ahead Eagles |
| ------------------------------ | ------------------------------ | ------------------------------ | ------------------------------ | ------------------------------ | ------------------------------ |
| 1.                             | 10 oktober 2013                | Nederland – Tsjechië           | 0 – 1                          | Vriendschappelijk              | 0                              |
| 2.                             | 14 oktober 2013                | Turkije – Nederland            | 3 – 2                          | Vriendschappelijk              | 0                              |

## Erelijst
| Competitie                       |                 |                  |                 |                 |
| Competitie                       | Aantal          | Jaren            |                 |                 |
| Go Ahead Eagles                  | Go Ahead Eagles | Go Ahead Eagles  | Go Ahead Eagles | Go Ahead Eagles |
| -------------------------------- | --------------- | ---------------- | --------------- | --------------- |
| Promotie Eredivisie na play-offs | 1x              | 2012/13          |                 |                 |
| FC Emmen                         |                 |                  |                 |                 |
| Promotie Eredivisie na play-offs | 1x              | 2017/18          |                 |                 |
| FSV Frankfurt                    |                 |                  |                 |                 |
| Topscorer Regionalliga Südwest   | 2x              | 2022/23, 2024/25 |                 |                 |
| Hessenpokal                      | 1x              | 2022/23          |                 |                 |